# Fuentenebro
Fuentenebro település Spanyolországban, Burgos tartományban. Fuentenebro Moradillo de Roa, Torregalindo, Pardilla, Honrubia de la Cuesta, Pradales, Navares de Enmedio, Aldeanueva de la Serrezuela és Aldehorno községekkel határos. Lakosainak száma 136 fő (2024).

## Népesség
A település népessége az utóbbi években az alábbiak szerint változott:
| Lakosok száma | 198  | 171  | 178  | 158  | 162  | 146  | 133  | 119  | 150  | 136  |
|               | 2001 | 2004 | 2006 | 2009 | 2011 | 2014 | 2016 | 2019 | 2021 | 2024 |